# La Pêche aux poissons rouges
La Pêche aux poissons rouges (tj. Lovení zlatých rybek) je francouzský krátký film z roku 1895. Režisérem je Louis Lumière (1864–1948). Film trvá necelou minutu. Byl součástí programu prvního komerčního filmového promítání bratrů Lumierů, které se konalo 28. prosince 1895 v Paříži.
Ve filmu bylo asi použito to samé akvárium s rybičkami jako pro snímek Bocal aux poissons rouges.

## Děj
Na snímku je muž (Auguste Lumière), jak drží svou malou dceru (Andrée Lumiere) na stole poblíž akvária se zlatými rybičkami. Dítě se snaží pod dohledem svého otce chytit rybičky v akváriu, ale sotva dokáže stát, a tak se přidržuje za okraj akvária. Otec celou dobu pro jistotu dceru drží a dohlíží na ni. Dcera přesto žádnou rybku nedokáže chytit.